# Jałga
Jałga (ros. Ялга) – osiedle typu miejskiego w środkowej Rosji, na terenie wchodzącej w skład tego kraju Republiki Mordowii, we wschodniej Europie.
Miejscowość liczy 5179 mieszkańców (1 stycznia 2005 r.).